# The Beyoncé Experience Live
The Beyoncé Experience Live—en español:La experiencia Beyoncé en vivo— es un DVD y álbum en directo de la cantante estadounidense Beyoncé, lanzado por Columbia Records el 16 de noviembre de 2007. Fue grabado en el Staples Center de Los Ángeles, California, Estados Unidos el 2 de septiembre de 2007, durante su segunda gira musical como solista The Beyoncé Experience. Cuenta con la colaboración del rapero Jay-Z y sus compañeras de Destiny's Child. El espectáculo fue transmitido un día antes del lanzamiento del DVD por Black Entertainment Television (BET), AEG Network y 3sat, también emitieron una versión editada del concierto de Beyoncé para el día de acción de gracias.
El álbum en directo cuenta con temas de sus álbumes Dangerously in Love (2003) y B'Day (2006), como también con canciones que grabó con Destiny's Child. Tras su lanzamiento The Beyoncé Experience Live recibió críticas positivas de los críticos musicales que elogiaron las actuaciones en directo de las canciones. El DVD también fue un éxito comercial, logrando el puesto número dos en el Top Music Videos de Billboard en los Estados Unidos, llegando así a ser certificada con tres discos de platino por la Recording Industry Association of America (RIAA), al vender más de 400 mil copias legales en dicho territorio. La versión en vivo de «Me, Myself and I», proveniente del álbum, recibió una nominación a los premios Grammys de 2009 a la mejor interpretación vocal de R&B femenina, sin embargo, perdió ante «Superwoman» de Alicia Keys.

## Grabación
El álbum y el DVD fueron grabados durante la presentación de Beyoncé en el Staples Center de Los Ángeles, California el 2 de septiembre de 2007, durante su segunda gira musical como solista The Beyoncé Experience, para promover su segundo álbum de estudio B'Day (2006). El DVD fue realizado y editado por Neil Matthews de Ascent Media en la ciudad de Nueva York.

## Contenido y lanzamiento

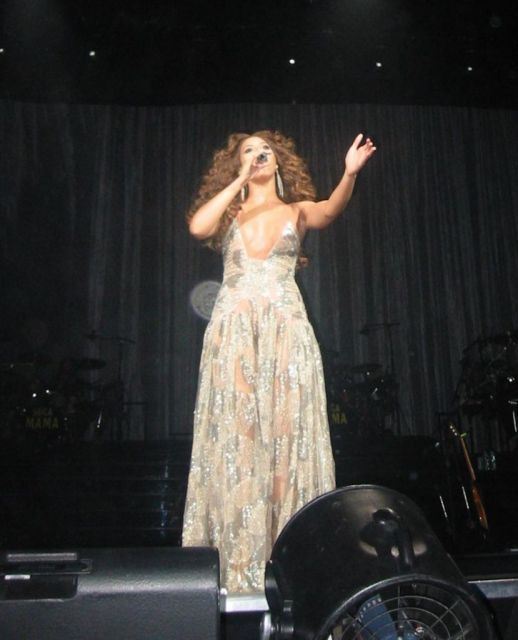
Beyoncé interpretando «Dangerously in Love 2» durante la gira.

Columbia Records lanzó The Beyoncé Experience Live en diferentes ediciones y formatos. La primera edición, DVD o Blu-ray, incluye el vídeo con la actuación en vivo. Más tarde Sony Music lo lanzó en otros países. La edición japonesa de este, cuenta con un disco extra, que contiene remezclas de canciones del álbum original. También se publicó una versión de audio del DVD.

## Listado de canciones

### DVD
1. Intro (The Beyoncé Experience Fanfare) — 1:08
2. "Crazy In Love (Crazy Mix)" — 4:08
3. "Freakum Dress" — 3:55
4. "Green Light" — 8:22
5. "Baby Boy (Reggae Medley)" — 4:10
6. "Beautiful Liar" — 2:25
7. "Naughty Girl" — 5:17
8. "Me, Myself and I" — 7:17
9. "Dangerously in Love (He Loves Me Mix)" — 7:10
10. "Flaws and All" — 4:19
11. Destiny's Child Medley (Cops and Robbers Intro) — 3:38
12. "Independent Women Part 1" — 2:20
13. "Bootylicious" — 0:46
14. "No, No, No Part 2" — 1:18
15. "Bug A Boo (H-Town Screwed Down Mix)" — 3:10
16. "Bills, Bills, Bills" — 1:01
17. "Cater 2 U" — 1:54
18. "Say My Name" — 3:12
19. "Jumpin' Jumpin'" — 1:34
20. "Soldier (Soldier Boy Crank Mix)" — 2:02
21. "Survivor" (Destiny's Child Reunion) — 2:30
22. "Speechless" — 4:15
23. "Ring the Alarm Intro Skit (Jailhouse Confessions)" — 3:33
24. "Ring the Alarm" — 3:23
25. "Suga Mama" — 3:07
26. "Upgrade U" (Feat. Jay-Z) — 4:19
27. "Bonnie and Clyde '03 (Beyoncé's Prince Mix)" — 1:16
28. "Check on It (Special Tour Version)" — 2:07
29. "Déjà Vu" — 7:07
30. "Get Me Bodied" — 5:06
31. "Welcome To Hollywood" — 2:28
32. "Deena/Dreamgirls" — 1:56
33. "Listen" — 3:07
34. "Irreplaceable" — 7:31
35. Beyoncé B'Day Surprise — 5:03
36. The Beyoncé Experience Credits ("Beautiful Liar" live instrumental) — 4:05

### bonus discIrreemplazable
1. "Amor Gitano" with Alejandro Fernández – 3:48
2. "Listen (Oye)" – 3:41
3. "Irreplaceable (Irreemplazable)" – 3:48
4. "Beautiful Liar (Bello Embustero)" – 3:20
5. "Beautiful Liar (Remix)" with Shakira – 3:01
6. "Beautiful Liar (Spanglish)" featuring Sasha Fierce – 3:21
7. "Irreplaceable (Irreemplazable - Norteña Remix)" – 3:51
8. "Get Me Bodied (Timbaland Remix)" featuring Voltio – 6:14

### The Beyoncé Experience LiveAudio
1. "Crazy In Love" — 5:30
2. "Freakum Dress" — 4:00
3. "Green Light" — 3:36
4. "Baby Boy" — 4:22
5. "Beautiful Liar" — 2:30
6. "Naughty Girl" — 3:35
7. "Me, Myself and I" — 3:12
8. "Dangerously In Love" — 6:59
9. "Flaws and All" — 4:23
10. "Destiny's Child Medley" (Featuring Kelly Rowland and Michelle Williams) — 19:47
11. "Speechless" — 3:35
12. "Ring the Alarm" — 2:41
13. "Suga Mama" — 3:08
14. "Upgrade U" (Featuring Jay-Z) — 4:30
15. "Bonnie and Clyde" — 1:35
16. "Check on It" — 1:55
17. "Déjà Vu" — 3:03
18. "Get Me Bodied" — 5:14
19. "Welcome To Hollywood" — 2:31
20. "Dreamgirls Medley" — 5:08
21. "Irreplaceable" — 7:37